# Ait Boubidmane
Ait Boubidmane (en àrab آيت بوبيدمان, Āyt Būbīdmān; en amazic ⴰⵢⵜ ⴱⵓⴱⵓⴷⵎⴰⵏ) és una comuna rural de la província d'El Hajeb, a la regió de Fes-Meknès, al Marroc. Segons el cens de 2014 tenia una població total de 19.501 persones.